# Alice Merton/Diskografie
Diese Diskografie ist eine Übersicht über die musikalischen Werke der deutsch-kanadischen Popsängerin Alice Merton. Den Schallplattenauszeichnungen zufolge hat sie bisher mehr als 1,8 Millionen Tonträger verkauft. Ihre erfolgreichste Veröffentlichung ist die Debütsingle No Roots mit über 1,8 Millionen verkauften Einheiten. In Deutschland konnte die Sängerin bislang über 800.000 Tonträger vertreiben.

## Alben

### Studioalben
| Jahr | Titel Musiklabel                      | Höchstplatzierung, Gesamtwochen, AuszeichnungChartplatzierungen (Jahr, Titel, Musiklabel, Platzierungen, Wochen, Auszeichnungen, Anmerkungen) | Höchstplatzierung, Gesamtwochen, AuszeichnungChartplatzierungen (Jahr, Titel, Musiklabel, Platzierungen, Wochen, Auszeichnungen, Anmerkungen) | Höchstplatzierung, Gesamtwochen, AuszeichnungChartplatzierungen (Jahr, Titel, Musiklabel, Platzierungen, Wochen, Auszeichnungen, Anmerkungen) | Höchstplatzierung, Gesamtwochen, AuszeichnungChartplatzierungen (Jahr, Titel, Musiklabel, Platzierungen, Wochen, Auszeichnungen, Anmerkungen) | Höchstplatzierung, Gesamtwochen, AuszeichnungChartplatzierungen (Jahr, Titel, Musiklabel, Platzierungen, Wochen, Auszeichnungen, Anmerkungen) | Anmerkungen                           |
| Jahr | Titel Musiklabel                      | DE | AT | CH | UK | US | Anmerkungen                           |
| ---- | ------------------------------------- | --- | --- | --- | --- | --- | ------------------------------------- |
| 2019 | Mint Paper Plane Records (Sony)       | DE2 (7 Wo.)DE | AT19 (2 Wo.)AT | CH21 (1 Wo.)CH | — | — | Erstveröffentlichung: 18. Januar 2019 |
| 2022 | S.I.D.E.S. Paper Plane Records (Sony) | DE28 (2 Wo.)DE | — | — | — | — | Erstveröffentlichung: 17. Juni 2022   |

### EPs
| Jahr | Titel Musiklabel                             | Höchstplatzierung, Gesamtwochen, AuszeichnungChartplatzierungen (Jahr, Titel, Musiklabel, Platzierungen, Wochen, Auszeichnungen, Anmerkungen) | Höchstplatzierung, Gesamtwochen, AuszeichnungChartplatzierungen (Jahr, Titel, Musiklabel, Platzierungen, Wochen, Auszeichnungen, Anmerkungen) | Höchstplatzierung, Gesamtwochen, AuszeichnungChartplatzierungen (Jahr, Titel, Musiklabel, Platzierungen, Wochen, Auszeichnungen, Anmerkungen) | Höchstplatzierung, Gesamtwochen, AuszeichnungChartplatzierungen (Jahr, Titel, Musiklabel, Platzierungen, Wochen, Auszeichnungen, Anmerkungen) | Höchstplatzierung, Gesamtwochen, AuszeichnungChartplatzierungen (Jahr, Titel, Musiklabel, Platzierungen, Wochen, Auszeichnungen, Anmerkungen) | Anmerkungen                             |
| Jahr | Titel Musiklabel                             | DE | AT | CH | UK | US | Anmerkungen                             |
| ---- | -------------------------------------------- | --- | --- | --- | --- | --- | --------------------------------------- |
| 2017 | No Roots Paper Plane Records (BMG)           | — | — | — | — | US171 (1 Wo.)US | Erstveröffentlichung: 3. Februar 2017   |
| 2022 | Live in Frankfurt Paper Plane Records (PPMP) | — | — | — | — | — | Erstveröffentlichung: 16. Dezember 2022 |
| 2024 | Heron Paper Plane Records (PPMP)             | — | — | — | — | — | Erstveröffentlichung: 12. April 2024    |

## Singles

### Als Leadmusikerin
| Jahr | Titel Album                     | Höchstplatzierung, Gesamtwochen, AuszeichnungChartplatzierungen (Jahr, Titel, Album, Platzierungen, Wochen, Auszeichnungen, Anmerkungen) | Höchstplatzierung, Gesamtwochen, AuszeichnungChartplatzierungen (Jahr, Titel, Album, Platzierungen, Wochen, Auszeichnungen, Anmerkungen) | Höchstplatzierung, Gesamtwochen, AuszeichnungChartplatzierungen (Jahr, Titel, Album, Platzierungen, Wochen, Auszeichnungen, Anmerkungen) | Höchstplatzierung, Gesamtwochen, AuszeichnungChartplatzierungen (Jahr, Titel, Album, Platzierungen, Wochen, Auszeichnungen, Anmerkungen) | Höchstplatzierung, Gesamtwochen, AuszeichnungChartplatzierungen (Jahr, Titel, Album, Platzierungen, Wochen, Auszeichnungen, Anmerkungen) | Anmerkungen                                                  |
| Jahr | Titel Album                     | DE | AT | CH | UK | US | Anmerkungen                                                  |
| ---- | ------------------------------- | --- | --- | --- | --- | --- | ------------------------------------------------------------ |
| 2016 | No Roots No Roots • Mint        | DE2 ×2Doppelplatin · (39 Wo.)DE | AT3 Platin · (30 Wo.)AT | CH12 Platin · (51 Wo.)CH | UK52 Silber · (9 Wo.)UK | US84 Gold · (3 Wo.)US | Erstveröffentlichung: 2. Dezember 2016 Verkäufe: + 1.803.333 |
| 2017 | Hit the Ground Running No Roots | — | — | — | — | — | Erstveröffentlichung: 4. August 2017                         |
| 2018 | Lash Out No Roots (2018) • Mint | — | — | — | — | — | Erstveröffentlichung: 6. April 2018 Verkäufe: + 25.000       |
| 2018 | Why So Serious Mint             | — | AT60 (7 Wo.)AT | — | — | — | Erstveröffentlichung: 7. September 2018                      |
| 2018 | Funny Business Mint             | — | — | — | — | — | Erstveröffentlichung: 30. November 2018                      |
| 2019 | Learn to Live Mint              | — | — | — | — | — | Erstveröffentlichung: 19. Januar 2019                        |
| 2021 | Vertigo S.I.D.E.S.              | — | — | — | — | — | Erstveröffentlichung: 8. April 2021                          |
| 2021 | Hero / Island S.I.D.E.S.        | — | — | — | — | — | Erstveröffentlichung: 10. September 2021                     |
| 2022 | Same Team S.I.D.E.S.            | — | — | — | — | — | Erstveröffentlichung: 4. März 2022                           |
| 2022 | Blindside S.I.D.E.S.            | — | — | — | — | — | Erstveröffentlichung: 7. April 2022                          |
| 2022 | Loveback S.I.D.E.S.             | — | — | — | — | — | Erstveröffentlichung: 13. Mai 2022                           |
| 2023 | Waste My Life –                 | — | — | — | — | — | Erstveröffentlichung: 20. Januar 2023                        |
| 2023 | Charlie Brown –                 | — | — | — | — | — | Erstveröffentlichung: 16. Juni 2023                          |
| 2024 | Run Away Girl Heron             | — | — | — | — | — | Erstveröffentlichung: 1. Januar 2024                         |
| 2024 | Pick Me Up Heron                | — | — | — | — | — | Erstveröffentlichung: 14. März 2024                          |

### Als Gastmusikerin
| Jahr | Titel Album                                  | Höchstplatzierung, Gesamtwochen, AuszeichnungChartplatzierungen (Jahr, Titel, Album, Platzierungen, Wochen, Auszeichnungen, Anmerkungen) | Höchstplatzierung, Gesamtwochen, AuszeichnungChartplatzierungen (Jahr, Titel, Album, Platzierungen, Wochen, Auszeichnungen, Anmerkungen) | Höchstplatzierung, Gesamtwochen, AuszeichnungChartplatzierungen (Jahr, Titel, Album, Platzierungen, Wochen, Auszeichnungen, Anmerkungen) | Höchstplatzierung, Gesamtwochen, AuszeichnungChartplatzierungen (Jahr, Titel, Album, Platzierungen, Wochen, Auszeichnungen, Anmerkungen) | Höchstplatzierung, Gesamtwochen, AuszeichnungChartplatzierungen (Jahr, Titel, Album, Platzierungen, Wochen, Auszeichnungen, Anmerkungen) | Anmerkungen                                                                         |
| Jahr | Titel Album                                  | DE | AT | CH | UK | US | Anmerkungen                                                                         |
| ---- | -------------------------------------------- | --- | --- | --- | --- | --- | ----------------------------------------------------------------------------------- |
| 2019 | Goodbye –                                    | — | — | CH62 (1 Wo.)CH | — | — | Erstveröffentlichung: 10. November 2019 Begleitgesang bei Claudia Emmanuela Santoso |
| 2020 | The Best Angel Miners & the Lightning Riders | — | — | — | — | — | Erstveröffentlichung: 27. März 2020 Awolnation feat. Alice Merton                   |

## Musikvideos
| Jahr | Titel                  | Regisseur(e)                   |
| ---- | ---------------------- | ------------------------------ |
| 2017 | No Roots               | Maximilian Stolarow            |
| 2017 | Hit the Ground Running | Maximilian Stolarow            |
| 2018 | Lash Out               | Max Nadolny, Jonas Stärk       |
| 2018 | Half As Good As You    | Sophie Littman                 |
| 2018 | Why So Serious         | Paul Grauwinkel, Alice Merton  |
| 2019 | Funny Business         | Alice Merton                   |
| 2019 | Learn to Live          | Charles O’Bryan                |
| 2019 | Easy                   |                                |
| 2019 | Goodbye                | Martin Swarovski               |
| 2020 | The Best               |                                |
| 2021 | Vertigo                | Anuk Rohde                     |
| 2021 | Hero                   | Anuk Rohde                     |
| 2022 | Same Team              | Dominik Galizia                |
| 2022 | Blindside              | Sander Houtkruijer             |
| 2022 | The Other Side         | Ivan Boljat                    |
| 2023 | Waste My Life          | Martin Swarovski, Alice Merton |
| 2023 | Charlie Brown          | Alice Merton                   |
| 2024 | Pick Me Up             | Alice Merton                   |

## Sonderveröffentlichungen
| Jahr | Titel Album                                             | Anmerkungen                                                          |
| ---- | ------------------------------------------------------- | -------------------------------------------------------------------- |
| 2015 | Anima The Book of Nature                                | Erstveröffentlichung: 6. Februar 2015 Fahrenhaidt feat. Alice Merton |
| 2015 | Chasing the Sun The Book of Nature                      | Erstveröffentlichung: 6. Februar 2015 Fahrenhaidt feat. Alice Merton |
| 2015 | Deep in the Lands The Book of Nature                    | Erstveröffentlichung: 6. Februar 2015 Fahrenhaidt feat. Alice Merton |
| 2015 | In the Beginning The Book of Nature                     | Erstveröffentlichung: 6. Februar 2015 Fahrenhaidt feat. Alice Merton |
| 2015 | Rain, Open My Eyes The Book of Nature                   | Erstveröffentlichung: 6. Februar 2015 Fahrenhaidt feat. Alice Merton |
| 2015 | The River The Book of Nature                            | Erstveröffentlichung: 6. Februar 2015 Fahrenhaidt feat. Alice Merton |
| 2015 | There’s a Storm Coming The Book of Nature               | Erstveröffentlichung: 6. Februar 2015 Fahrenhaidt feat. Alice Merton |
| 2017 | Chinon The Vision, the Sword and the Pyre (Part 1)      | Erstveröffentlichung: 25. August 2017 Eloy feat. Alice Merton        |
| 2017 | The Call The Vision, the Sword and the Pyre (Part 1)    | Erstveröffentlichung: 25. August 2017 Eloy feat. Alice Merton        |
| 2017 | Vaucouleurs The Vision, the Sword and the Pyre (Part 1) | Erstveröffentlichung: 25. August 2017 Eloy feat. Alice Merton        |
| 2018 | Half as Good as You Jubilee Road                        | Erstveröffentlichung: 24. August 2018 Tom Odell feat. Alice Merton   |
| 2020 | The Best Angel Miners & the Lightning Riders            | Erstveröffentlichung: 24. April 2020 Awolnation feat. Alice Merton   |

| Jahr | Titel Soundtrack zu     | Anmerkungen                         |
| ---- | ----------------------- | ----------------------------------- |
| 2020 | No Roots Miss Beautiful | Erstveröffentlichung: 11. März 2020 |

## Promoveröffentlichungen
| Jahr | Titel Album                      | Anmerkungen                                             |
| ---- | -------------------------------- | ------------------------------------------------------- |
| 2018 | Half as Good as You Jubilee Road | Erstveröffentlichung: 2018 Tom Odell feat. Alice Merton |
| 2019 | Easy Mint +4                     | Erstveröffentlichung: 18. Oktober 2019                  |

## Statistik

### Chartauswertung
|                     | DE    | AT    | CH    | UK    | US    |
| ------------------- | ----- | ----- | ----- | ----- | ----- |
| Nummer-eins-Alben   | DE—DE | AT—AT | CH—CH | UK—UK | US—US |
| Top-10-Alben        | DE1DE | AT—AT | CH—CH | UK—UK | US—US |
| Alben in den Charts | DE2DE | AT1AT | CH1CH | UK—UK | US1US |

|                       | DE    | AT    | CH    | UK    | US    |
| --------------------- | ----- | ----- | ----- | ----- | ----- |
| Nummer-eins-Singles   | DE—DE | AT—AT | CH—CH | UK—UK | US—US |
| Top-10-Singles        | DE1DE | AT1AT | CH—CH | UK—UK | US—US |
| Singles in den Charts | DE1DE | AT2AT | CH2CH | UK1UK | US1US |

### Auszeichnungen für Musikverkäufe
| Goldene Schallplatte - Italien - 2019: für die Single Lash Out Platin-Schallplatte - Frankreich - 2018: für die Single No Roots - Polen - 2018: für die Single No Roots | 2× Platin-Schallplatte - Italien - 2018: für die Single No Roots |

Anmerkung: Auszeichnungen in Ländern aus den Charttabellen bzw. Chartboxen sind in ebendiesen zu finden.
| Land/RegionAuszeichnungen für Musikverkäufe (Land/Region, Auszeichnungen, Verkäufe, Quellen) | Silber  | Gold     | Platin     | Verkäufe | Quellen           |
| -------------------------------------------------------------------------------------------- | ------- | -------- | ---------- | -------- | ----------------- |
| Deutschland (BVMI)                                                                           | —       | —        | 2× Platin2 | 800.000  | musikindustrie.de |
| Frankreich (SNEP)                                                                            | —       | —        | Platin1    | 133.333  | snepmusique.com   |
| Italien (FIMI)                                                                               | —       | Gold1    | 2× Platin2 | 125.000  | fimi.it           |
| Österreich (IFPI)                                                                            | —       | —        | Platin1    | 30.000   | ifpi.at           |
| Polen (ZPAV)                                                                                 | —       | —        | Platin1    | 20.000   | olis.pl           |
| Schweiz (IFPI)                                                                               | —       | —        | Platin1    | 20.000   | hitparade.ch      |
| Vereinigte Staaten (RIAA)                                                                    | —       | Gold1    | —          | 500.000  | riaa.com          |
| Vereinigtes Königreich (BPI)                                                                 | Silber1 | —        | —          | 200.000  | bpi.co.uk         |
| Insgesamt                                                                                    | Silber1 | 2× Gold2 | 8× Platin8 |          |                   |